# Дрожь холмов
«Дрожь холмов» (фр. Frisson des collines) — драматический фильм Канады 2011 года.

## Сюжет
События фильма посвящены 1969 году. Небольшая деревенька в канадской провинции. Фриссону 12 лет. Отец мальчика с другом состоят в музыкальной группе, играют на гитаре. Фриссон тоже увлекается гитарой. Приближаются летние каникулы. Друга отца Том предлагает отправиться на фестиваль в Вудстоке. После недолгих уговоров папа Фриссона соглашается. Вскоре происходит несчастный случай, который перечеркивает, казалось бы, всё. Но Фриссон знает, что папа был готов поехать в Вудсток, и хочет исполнить последнее желание отца.

## В ролях
- Антуан-Оливье Пилон — Фриссон
- Эвелин Брошу — Хелен Парадис
- Гийом Леме-Тивьерж — Том Фоше
- Антуан Бертран — Бургер
- Уильям Монетт — Тибо
- Аник Леме — Люсиль, мама Фриссона
- Патрис Робитейлл — Аврелий
- Вивиан Оде — Кармель
- Поль Дусе — ветеринар
- Элис Морель-Мишо — Шанталь
- Клаудия-Эмили Бопре — Манон

## Награды
- Награда жюри в Германии
- 2012: на фестивале во Франции был награждён главный герой фильма Антуан-Оливье Пилон

- О фильме на французском
- Фото актёрского состава